# Pádraig Ó Céidigh
Pádraig Ó Céidigh (phát âm tiếng Ireland: [ˈˈpˠaːd̪ˠɾˠəɟ oː ˈceːdʲiː]; sinh ngày 2 tháng 1 năm 1957) là một cựu chính khách độc lập người Ireland và là một doanh nhân từng giữ chức vụ thượng nghị sĩ kể từ năm 2016 đến năm 2020, sau khi được thủ tướng bổ nhiệm. Ông cũng đã từng là chủ sở hữu của hãng hàng không Aer Arann Islands.
Ông từng giành được B.Comm. tại Đại học Galway vào năm 1978. Ông trở thành kế toán và sau đó là giáo viên tại Coláiste Iognáid, tiếp tục học luật và bắt đầu hành nghề với công ty riêng của mình trong thành phố.
Ông tranh cử không thành công cho một trong ba ghế Thượng viện được phân bổ cho khu vực Đại học Quốc gia Ireland, thua về chuyển nhượng mặc dù đứng thứ 3, nhưng được thủ tướng Enda Kenny bổ nhiệm vào Thượng viện vào ngày 11 tháng 5 năm 2016.
Ó Céidigh từng là thành viên Hội đồng quản trị của Đài Phát thanh - Truyền hình Ireland trước khi được bổ nhiệm vào Thượng viện.
Tháng 3 năm 2018, ông tuyên bố ý định tham gia cuộc bầu cử tổng thống năm 2018 với tư cách là một ứng cử viên độc lập, nhưng sau đó đã không tham gia cuộc bầu cử này.